# Véréna Paravel
Véréna Paravel, née le 21 avril 1971 à Neuchâtel (Suisse), est une anthropologue et artiste française travaillant dans les domaines du film, de la vidéo et de la photographie.

## Biographie
Verena Paravel est née en 1971. Elle est anthropologue, artiste et cinéaste et travaille au laboratoire d'ethnographie sensorielle de l'université Harvard à Cambridge (États-Unis) et à Paris (France). Son travail fait partie de la collection permanente du Museum of Modern Art de New York et a été exposé à la Tate, à la Whitney Biennial, au MoMA, à la documenta 14 et ailleurs. Ses films et vidéos primés ont été présentés à Berlin, Cannes, Locarno, New York, Toronto, Venise et dans d'autres festivals de cinéma.
Paravel collabore avec l'anthropologue et artiste Lucien Castaing-Taylor dans le domaine du film, de la vidéo et de l'installation. Leur film Leviathan, diffusé en 2013 sur la vie quotidienne à bord d’un chalutier,, est sorti en salles aux États-Unis, au Royaume-Uni, au Mexique, au Canada, en France, en Allemagne, en Autriche et au Japon, et a remporté le prix FIPRESCI (International Film Critics), un Creative Capital Award et le Los Angeles Film Critics' Circle Douglas Edwards Independent and Experimental Film Award. Ils réalisent également ensemble quatre ans plus tard un autre film, Caniba, consacré à Issei Sagawa. Puis, cinq ans plus tard, De Humani Corporis Fabrica vaste fresque sur la chirurgie et l'institution hospitalière.
Still Life / Nature Morte et douze de leurs autres œuvres en mouvement ont été incluses dans la Biennale du Whitney Museum de 2014. En juin 2025, le Musée du Jeu de paume a consacré une programmation aux films du Sensory Ethnography Lab et aux travaux personnels de Verena Paravel,.

## Filmographie

### Directrice de la photographie
- 2012 : Leviathan
- 2013 : He Maketh a Path to Shine After Him; One Would Think the Deep to Be Hoary
- 2017 : Caniba
- 2017 : Somniloquies

### Réalisatrice
- 2010 : Foreign Parts (coréalisateur : John Paul Sniadecki)
- 2012 : Leviathan
- 2013 : He Maketh a Path to Shine After Him; One Would Think the Deep to Be Hoary
- 2013 : Nature morte (court métrage)
- 2015 : Ah Humanity!
- 2017 : Caniba
- 2017 : Somniloquies
- 2023 : De Humani Corporis Fabrica

### Monteuse
- 2012 : Leviathan
- 2013 : He Maketh a Path to Shine After Him; One Would Think the Deep to Be Hoary
- 2017 : Somniloquies

### Productrice
- 2010 : Foreign Parts
- 2012 : Leviathan
- 2013 : He Maketh a Path to Shine After Him; One Would Think the Deep to Be Hoary
- 2013 : Manakamana
- 2016 : Gankyû no yume
- 2017 : Caniba
- 2017 : Somniloquies

### Ingénieur du son
- 2012 : Leviathan
- 2013 : He Maketh a Path to Shine After Him; One Would Think the Deep to Be Hoary

### Scénariste
- 2012 : Leviathan
- 2013 : He Maketh a Path to Shine After Him; One Would Think the Deep to Be Hoary

## Récompenses et distinctions
- (en) Véréna Paravel: Awards, sur l'Internet Movie Database